# 佐藤孝也
佐藤 孝也（さとう たかや、1972年7月15日 - ）は、日本の男性キックボクサー。愛知県一宮市出身。身長170cm。元全日本キックボクシング連盟フェザー級王座、元ニュージャパンキックボクシング連盟ライト級王者。2001年2月引退。ムエタイジム「キング・ムエ」会長。「MuayThai SuperFight」代表。
得意技は左ヒジ、左ハイキック。全日本キックボクシング連盟、ニュージャパンキック連盟で王者となり（東海地方初の日本チャンピオン）、2階級を制覇した。

## 人物
現役時代より頭脳派キックボクサーとして知られ、引退後はテレビの解説、ムエタイレフェリーなども務める。
K-1で活躍していた佐藤嘉洋は名古屋JKファクトリージムの後輩にあたり、現在も親交は続いている。
ムエタイをこよなく愛する自称ムエタイおたく。
タイ本国のムエタイ界とも親交が深くタイ語も堪能である。
愛犬家。フレンチブルドッグ（3頭）と生活している。

### 来歴
小学校の卒業文集で将来の夢が「ボクサー」。中学校では格闘技雑誌で見たムエタイ特集に感化され、通っていた空手の町道場で一人ムエタイを練習。高校では、有名格闘家が体力作りのために砲丸投げをやっていたのを知り、ただそれだけで陸上部に入部し（高校では格闘系の部活がなかったため）円盤投げの選手となる。
南山大学経済学部在籍中、名古屋JKファクトリージム（当時の大和北ジム）に入門。名伯楽、小森次郎会長指導のもとプロデビューを果たした。

### プロキックボクサー時代
第4回全日本新空手道選手権大会 一般60kg以下の部 優勝などを経て、1992年プロデビュー。
7戦7勝4KOでランキングを駆け上がり、1994年3月12日、MAキックボクシング連盟フライ、バンタム、フェザーの3階級制覇したスーパーチャンプ、ワンダーマン室戸と対戦。下馬評を覆す内容で判定勝利を納め、注目を浴びる。
1994年7月30日、愛知県武道館にて行われた「DESTINY-VII」で立嶋篤史を2RKOで破り全日本フェザー級チャンピオンとなる。東海地方初の日本チャンピオンであった。MAキックボクシング連盟、全日本キックボクシング連盟という当時の二大連盟のチャンピオンに勝利したことで、この時代のフェザー級では事実上、統一チャンピオンということになった。

### 引退後
引退後は名古屋市のスポーツ施設で主任インストラクターを務めつつフィットネス理論を学び、厚生労働省認定の国家資格「健康運動指導士」を取得。
満を持して2004年12月に名古屋市西区にムエタイジム「キング・ムエ」をオープン。
2007年には別館「リアル・ムエ」をオープン、2016年には「キング・ムエ　栄ジム」オープン。後進の指導に力を注いでいる。
格闘技雑誌のコメンテーターやプロのレフェリーも務める。
興行のプロデュースを手掛け、ムエタイの神セーンチャイ、那須川天心の対戦相手として人気が出たロッタン、など一流タイ人選手を招へいするなど、日本のムエタイ界の発展に尽力。
伊藤勇真、福田海斗、山田航暉などのチャンピオン選手を育て上げている。

## 名古屋ムエタイジム「キング・ムエ」
佐藤が2004年12月に名古屋市西区にオープンさせたジムである。
多様なクラスとレッスンがあり、現在3歳〜70歳までの老若男女350名が汗を流してしる。
2005年、タイ雑貨「シルクロードノーイ」オープン。
2007年、別館「リアル・ムエ」もオープン。2016年「キング・ムエ　栄ジム」オープン。

## ムエタイとのつながり
中学生の頃格闘技雑誌で見たムエタイ特集に衝撃を受け、ムエタイを志す。
プロデビュー後にはタイにムエタイ修行に出かけるなど積極的にムエタイの技術を吸収。
タイ国2大スタジアムのひとつ、ルンピニースタジアムのリングにも上がり勝利を収める（この模様はビデオ「頂上への挑戦 95・10・21 タイルンピニースタジアム」に収録されている）。プロ生活後半では多くのムエタイトップランカーと対戦、ムエタイの強さ、素晴らしさをより実感。その素晴らしさを広く伝える為、引退後に「名古屋ムエタイジム キング・ムエ」をオープンさせた。
タイフェスティバル、タイフェア等のタイ関係のイベントへ参加、ムエタイ興行の運営、タイ人選手を招聘するなど広くムエタイの普及に尽力している。

## 戦績
- プロキックボクシング: 34戦 19勝 10KO 13敗 2分

## 獲得タイトル
- アマチュアキックボクシング
  - 第4回全日本新空手道選手権大会 一般60kg以下の部 優勝
- プロキックボクシング
  - 第14代全日本キックボクシング連盟フェザー級王座（0度防衛）
  - 第2代ニュージャパンキックボクシング連盟ライト級王座（3度防衛）